# Isola di Pianosa (Toscana)
Pianosa è un'isola situata nel mar Tirreno, che fa parte dell'arcipelago toscano nel parco nazionale omonimo.

## Ambiente
(Gaio Plinio Secondo, Naturalis Historia, III, 6,12)
Di dimensioni medie (10,3 km²) rispetto alle altre isole dell'arcipelago, si trova circa 13 km a sud-ovest dell'isola d'Elba, alla quale è collegata durante la stagione turistica con regolari servizi di navigazione, e tutto l'anno con Rio Marina e Piombino grazie a Toremar.
Inclusa nella provincia di Livorno e amministrata dal comune di Campo nell'Elba, Pianosa, come dice il nome stesso, è l'unica isola dell'arcipelago priva di alture e complessivamente pianeggiante (il punto più alto raggiunge i 29 metri).
L'isola, di forma vagamente triangolare, frappone tratti di costa rocciosa a tratti sabbiosi, il principale dei quali è Cala San Giovanni (o Cala Giovanna), suggestiva spiaggia di sabbia bianca dove sono visibili anche i ruderi di una villa romana. Il suo territorio è in parte a macchia e in parte coltivato a viti e olivi.

## Endemismi
- Limonium planesiae (Limonio di Pianosa)
- Podarcis muralis ssp. insulanica (Lucertola di Pianosa)
- Podarcis muralis ssp. muellerlorenzi (Lucertola della Scola)

## Clima

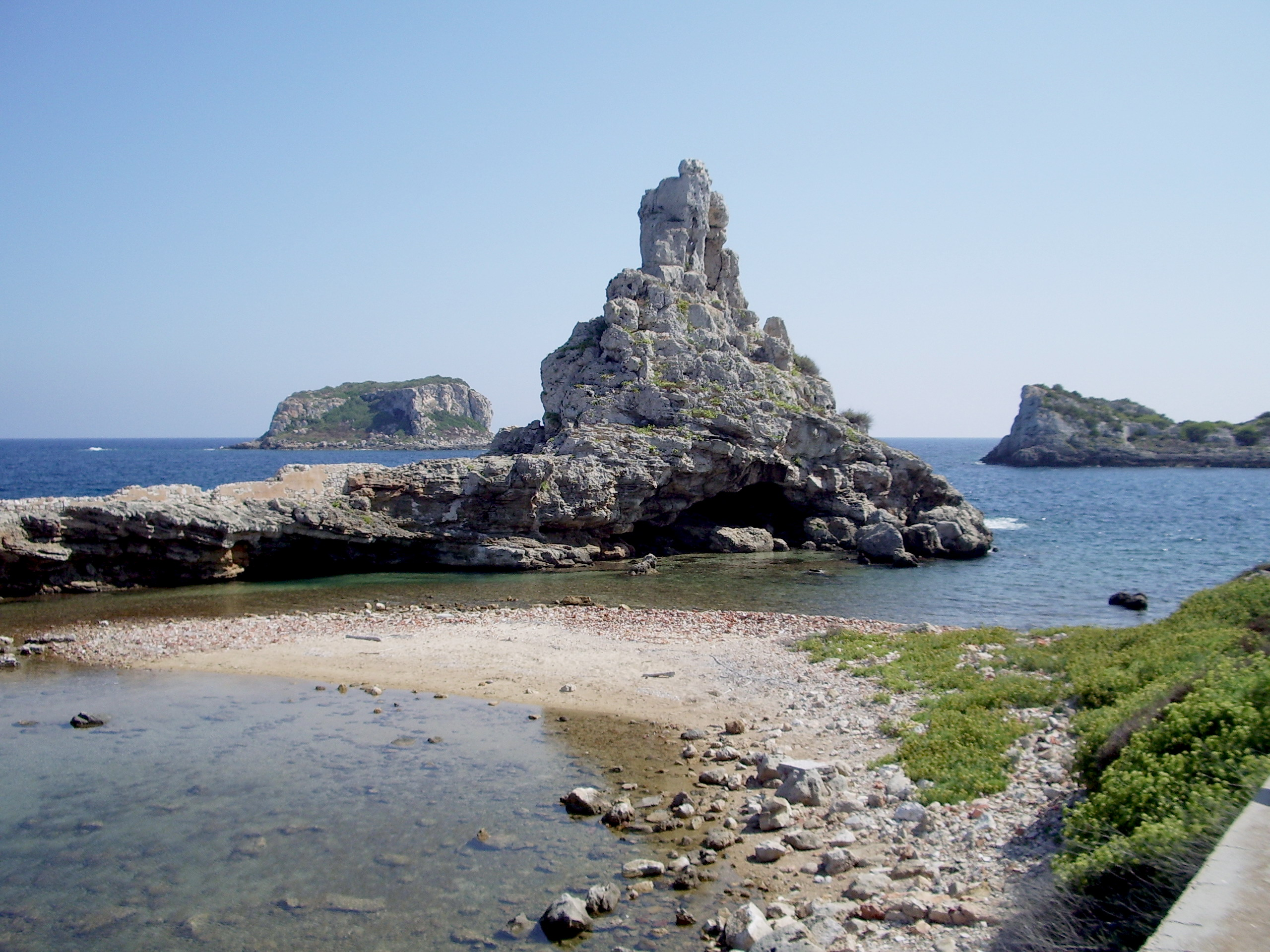
Una veduta di Pianosa con il Marzocco in primo piano e l'isolotto della Scola sullo sfondo.

Il clima dell'isola, al pari delle altre isole meridionali dell'Arcipelago toscano, risulta quello caratterizzato da valori di temperatura media più elevata, sia stagionale che annuale, oltre che da un limitatissimo apporto precipitativo, con eventi meteorici concentrati soprattutto tra autunno e inverno seppur in modo spesso sporadico e limitato.
Sull'isola la temperatura media di gennaio è di +10,9 °C, quella media di luglio è di +24,2 °C, mentre la temperatura media annua di +16,8 °C risulta la più elevata tra tutte quelle misurate nel territorio della Toscana da stazioni meteorologiche. Inoltre, il valore delle precipitazioni medie annue attorno ai 400 mm fanno dell'isola il luogo più siccitoso della regione e tra i più siccitosi d'Italia.

## Toponomastica dell'isola

### Insenature
Cala dell'Alga, Calone del Bastiaccio, Cala del Cortini, Cala alla Fornace, Cala Giovanna, Cala della Leccetta, Cala del Marchese, Cala di Niccola, Cala alla Ruta, Cala alla Rutina, Cala dei Turchi, Calone del Bruciato, Calone di Pietro, Darsena, Darsinetta, Grottone.

### Promontori
Punta dei Bagni, Punta Brigantina, Punta del Grottone, Punta Libeccio, Punta Secca.

### Isolotti
Scola, Scarpa, Scoglio della Lancia, Scoglietto Forano, Scogli del Marchese.

### Rilievi e pianure
Arco, Bellavista, Bencistà, Botte, Arco, Buonaugurio, Campo al Cairo, Campo alla Botte, Campo alle Felci, Campo al Fico, Campo ai Finocchi, Campo alle Lecce, Campo Lungo, Campo al Macchione, Campo ai Mattoni, Campo ai Meli, Campo al Palmento, Campo al Pero, Campo ai Pini, Campo di Rocco, Campo ai Sorbi, Campo alle Vanghe, Campo alla Vite, Campo al Vecchio, Cannelle, Capannello, Capannone, Capannone di Narra, Caprile dei Debbi, Caprile di Napoleone, Caprili, Caragiunche, Chiusa del Marchese, Chiusa del Murzi, Chiusetta alle Secche, Colli, Consultore, Cotoncello, Fornace ai Caprili, Fornacino, Fortino, Giudice, Gole, Grotta del Cortini, Grotta di Coscia, Grotta alle Vacche, Grottino di Attilio, Guardiola, Lucente, Macchione dei Pini, Macchioni, Marchese, Marzocco, Marine del Marchese, Masso di Marrotino, Nassa, Pian dei Bagni, Poggetto del Giudice, Poggio di Gianfilippo, Poggio alle Querce, Pozzi, Pulpito, Quercia, San Bastiano, San Marco, Scoglio della Fortezza, Sembolello, Serron Vuoto (catacombe), Specola, Spiaggia di San Giovanni, Spianate del Cortile, Spianate del Pino Selvatico, Spianate del Pulpito, Spianate di Punta Brigantina, Teglia, Ulivalto.

## Storia

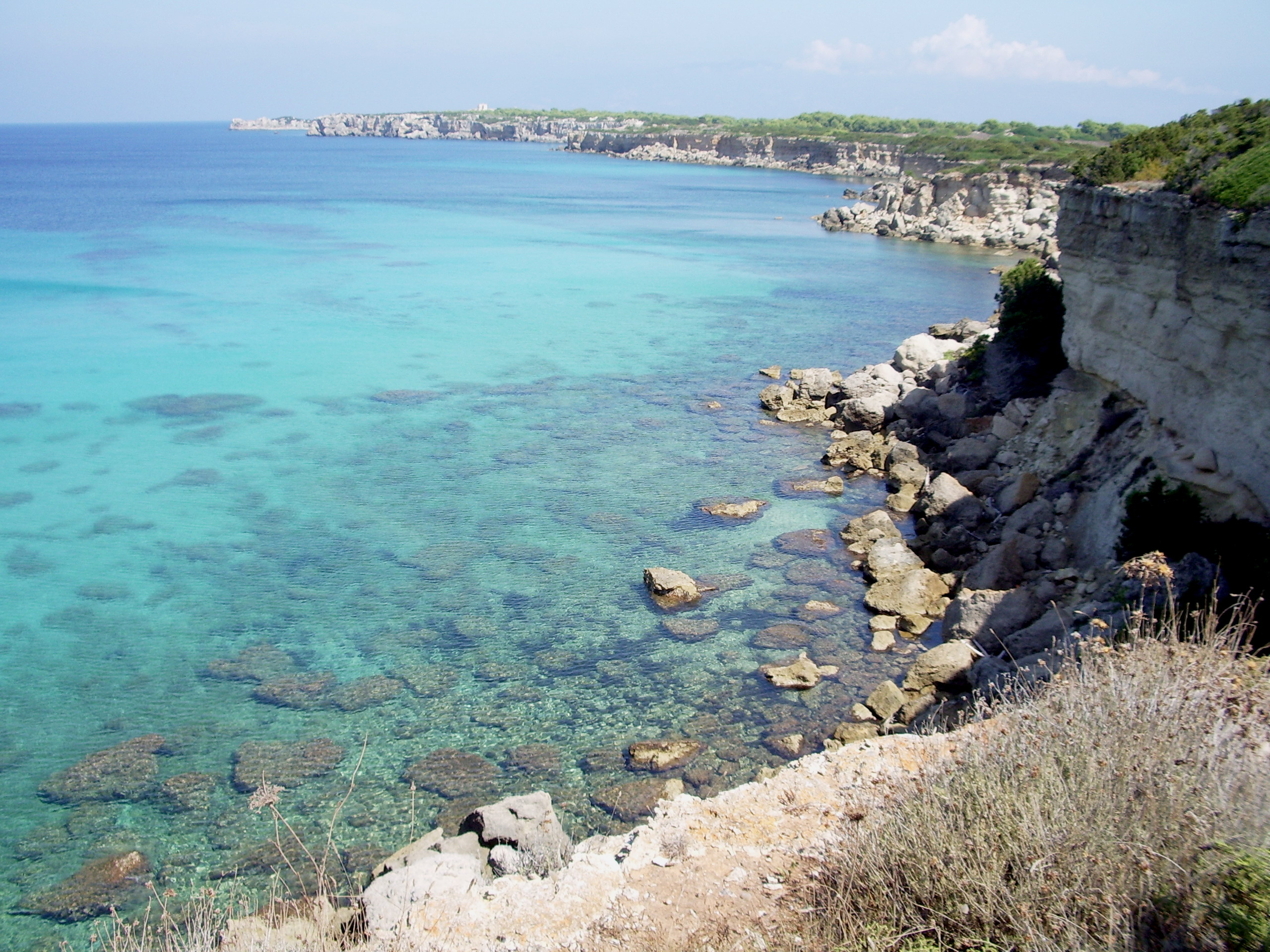
La costa occidentale di Pianosa

Il nome dell'isola si riferì, sin dall'Antichità classica, alla sua morfologia pianeggiante: Planasia, dall'aggettivo latino planus («piatto»). Durante il Medioevo, il nome dell'isola si trasformò in Planosa.. L'isola fu abitata sin dall'epoca preistorica; le più antiche tracce di presenza umana sono attribuibili al Paleolitico superiore. Sono stati ritrovati anche manufatti e sepolture di popolazioni appartenenti al Mesolitico e al Neolitico, epoca a cui si data anche l'insediamento attestato sul piccolo isolotto detto la Scola, oggetto di scavo da parte della Soprintendenza per i Beni Archeologici della Toscana, che ha restituito ceramiche risalenti al primo Neolitico a ceramica impressa. Di particolare rilevanza sono le tracce di insediamenti della preistoria recente, attribuibili rispettivamente all'Eneolitico e all'età del bronzo. All'Eneolitico o età del rame (IV-III millennio a.C.) sono databili le sepolture in grotticelle naturali e artificiali rinvenute alla fine dell'Ottocento da Raffaello Foresi e Gaetano Chierici, i cui reperti sono ancora conservati nel museo di Reggio Emilia; più recente il rinvenimento di un insediamento della media età del bronzo, oggetto di scavo da parte della Soprintendenza per i Beni Archeologici della Toscana, che attesta la presenza insulare più settentrionale della caratteristica ceramica decorata in stile appenninico, legato alle rotte commerciali tirreniche della metà del secondo millennio a.C.
In epoca romana l'isola era chiamata Planasia per la sua conformazione pianeggiante. Luogo di deportazione, qui fu esiliato nel 6-7 d.C. Agrippa Postumo, nipote ed ex-erede di Augusto. Agrippa rimase sull'isola fino al 14, anno in cui fu giustiziato. Fra le costruzioni d'epoca antica sono visibili, fra gli altri, i ruderi di una villa romana e un sistema di catacombe scavato su due livelli in un costone di calcarenite chiamato appunto Serron Vuoto. La villa romana, parzialmente conservata, è conosciuta appunto con il nome di Villa di Agrippa o Bagni di Agrippa, dal nome del nipote di Augusto. Lo stile architettonico e le tecniche di costruzione suggeriscono effettivamente che la villa sia stata edificata sul finire del I secolo a.C. e abbandonata nel corso del I secolo d.C. Attualmente è possibile visitare il teatro e il peristilio. Le strutture furono edificate sul piano roccioso di un tratto della costa orientale, di fronte al mare, con intento chiaramente scenografico. Ai piedi della villa si trovano in mare le strutture semisommerse della peschiera, ove si allevavano specie pregiate di pesce per il consumo del dominus. Altre strutture relative a peschiere si trovano racchiuse dal porticciolo moderno.
Alcuni giacimenti archeologici subacquei testimoniano che Pianosa si trovava inserita nelle rotte commerciali del Mediterraneo romano, come del resto le altre isole dell'Arcipelago Toscano, che costituivano un importante crocevia nella navigazione dei settori occidentali della grande «via d'acqua». Attualmente sono stati identificati due di questi giacimenti, denominati Pianosa 1 e Pianosa 2. Il giacimento Pianosa 2 è stato scoperto da subacquei sportivi, fra il Porto Romano e lo Scoglio della Scarpa, nella parte nord-ovest dell'isola ed è caratterizzato da anfore olearie Dressel 20, di produzione spagnola (I-III secolo d.C.). Assai più noto e indagato in maniera sistematica dalla Soprintendenza per i Beni Archeologici della Toscana è il giacimento Pianosa 1, posto di fronte allo Scoglio della Scola, nella parte a est dell'isola, a 36 metri di profondità su fondale pianeggiante, fra praterie di posidonia. Il giacimento è caratterizzato da oltre cento anfore a vista comprendenti Dressel 1, Dressel 2-4 di produzione ispanica (nettamente prevalenti), Dressel 20, Pascual 1, Beltrán 2B e anfore africane. Difficile stabilire, per ora, la natura del giacimento (relitto, relitti diversi, scarico di porto?), sul quale le indagini sono ancora in corso. Nell'ottobre del 2006 il giacimento è stato oggetto di ricerche sperimentali: riprese fotogrammetriche, riprese con ROV (veicolo filoguidato) georeferenziato, prelievo e ricollocamento di esemplari anforici, determinazione dei tipi. I fondi impiegati derivano dal progetto europeo VENUS (Virtual ExploratioN Underwater Sites), che riunisce archeologi, tecnici dell'ingegneria automatica sottomarina, ricercatori di sistemi fotogrammetrici computerizzati per la restituzione in 3D.
Nel Medioevo l'isola fu a lungo disputata tra Pisa e Genova e infine, nel 1399, passò sotto il dominio di Piombino. L'isola fu a più riprese popolata e successivamente completamente abbandonata. Nel XVI secolo fu saccheggiata più volte dai turchi e dai loro alleati, e di tali assalti è testimonianza lo scritto di Piri Reìs che afferma che: «Sulla parte nord-est di quest'isola c'è un castello in buone condizioni. Fu quest'isola che noi conquistammo sotto la guida del fu Kemal Reis, la saccheggiammo e facemmo prigioniera la popolazione. Più tardi, tuttavia, si è ricostruito e l'isola ora è prospera. Davanti a questo castello c'è un piccolo porto che dà rifugio a piccole imbarcazioni». Tale distruzione avvenne l'11 luglio 1501. L'isola tuttavia rimase popolata, probabilmente i prigionieri furono riscattati, perché le fonti citano altri episodi di sbarchi, rapine e battaglie come quella del 1519 quando il giovane Andrea Doria (1468-1560) avendo armato a sue spese un certo numero di galere, iniziò a dare la caccia ai turchi e ai barbareschi che infestavano il mediterraneo. L’impresa che contribuì maggiormente al suo successo fu proprio la battaglia di Pianosa che iniziò il 25 aprile 1519 con sei galere soltanto contro una squadra di tredici grossi bastimenti comandati dal famoso corsaro tunisino chiamato Kaid-alì o Gaddali. Alla fine del combattimento il Doria divenne comandante anche di tutta quella flotta a eccezione di due galere che si erano ritirate prima della fine dell’azione. Poco dopo si alleò con Francesco I che lo nominò generale delle truppe di Francia. Probabilmente l'eco di questa battaglia rimane ancora oggi nel nome di una cala dell'Isola, la Cala dei Turchi. Nel 1531 l'armata di Barbarossa con quaranta navi fra galere e fuste dette l'assalto all'Isola d'Elba e prese possesso della Pianosa in modo non cruento. Questi episodi si ripeterono varie volte fino al 7 luglio 1553 quando l'isola, entrata nel 1548 sotto l'influenza del duca Cosimo I de' Medici, fu rasa al suolo e ne furono deportati i suoi abitanti. Il governo ducale, durato fino al 1557, non ravvisò la necessità di investire nella ricostruzione e difesa di questo luogo che rimase abbandonato anche se soggetto a qualche tentativo di affitto da parte della famiglia proprietaria e fu continuo teatro di conflitti in mare a causa delle sue cale che davano protezione a pirati e corsali. Si narra che uno di questi episodi sia accaduto nel 1587 quando Marc'Antonio Calefati, cavaliere di Santo Stefano, costrinse una galeotta turca da 26 banchi ad arenarsi a Pianosa riuscendo a liberare dal remo diversi cristiani anche se questa datazione risulta essere controversa poiché Calefati in quell'anno si trovava prigioniero a Costantinopoli. Il 27 febbraio 1646 dei vascelli francesi la elessero a base per assaltare tutte le navi che passavano nel canale di Piombino e ancora alla fine del XVIII secolo si hanno notizie di rapine ed assalti alla popolazione elbana che vi si recava per raccogliere sale o legna.
Il Governo Francese nel 1802 vi restaurò alcune opere di difesa e vi stanziò un presidio, ma nel 1809 un brigantino inglese distrusse di nuovo le opere di difesa e l'isola rimase di nuovo deserta fino a quando, il 19 maggio 1814, Napoleone Bonaparte, con un suo primo viaggio, decise di colonizzare e riarmare l'isola costruendo una caserma a "prova di bomba": quello che oggi è il Forte Teglia. 

Dopo il 23 febbraio 1815, alla partenza di Napoleone, Pianosa fu annessa al territorio del granducato di Toscana che in pochi anni la dotò di un presidio e di postazioni sanitarie; gli elbani vi si recavano ad anni alterni a coltivare sementi o a portare bestiame pagando un affitto alle casse principali delle regie rendite. Nel 1835, seguendo le indicazioni del geografo fiorentino Attilio Zuccagni Orlandini, il Granduca decise di dare in enfiteusi l'isola ad una società di capitalisti. L'Impresa Pianosa durò per venti anni. Furono gli anni in cui vennero edificati il cimitero, la chiesa, alcune case al porto, e la fattoria (oggi Hotel Milena), l'isola si popolò di qualche residente ma l'impresa fu fallimentare e così nel 1855 l'isola tornò ai reali possessi fino a che nel 1858 fu deciso di istituirvi la prima colonia agricola penale su un'isola.

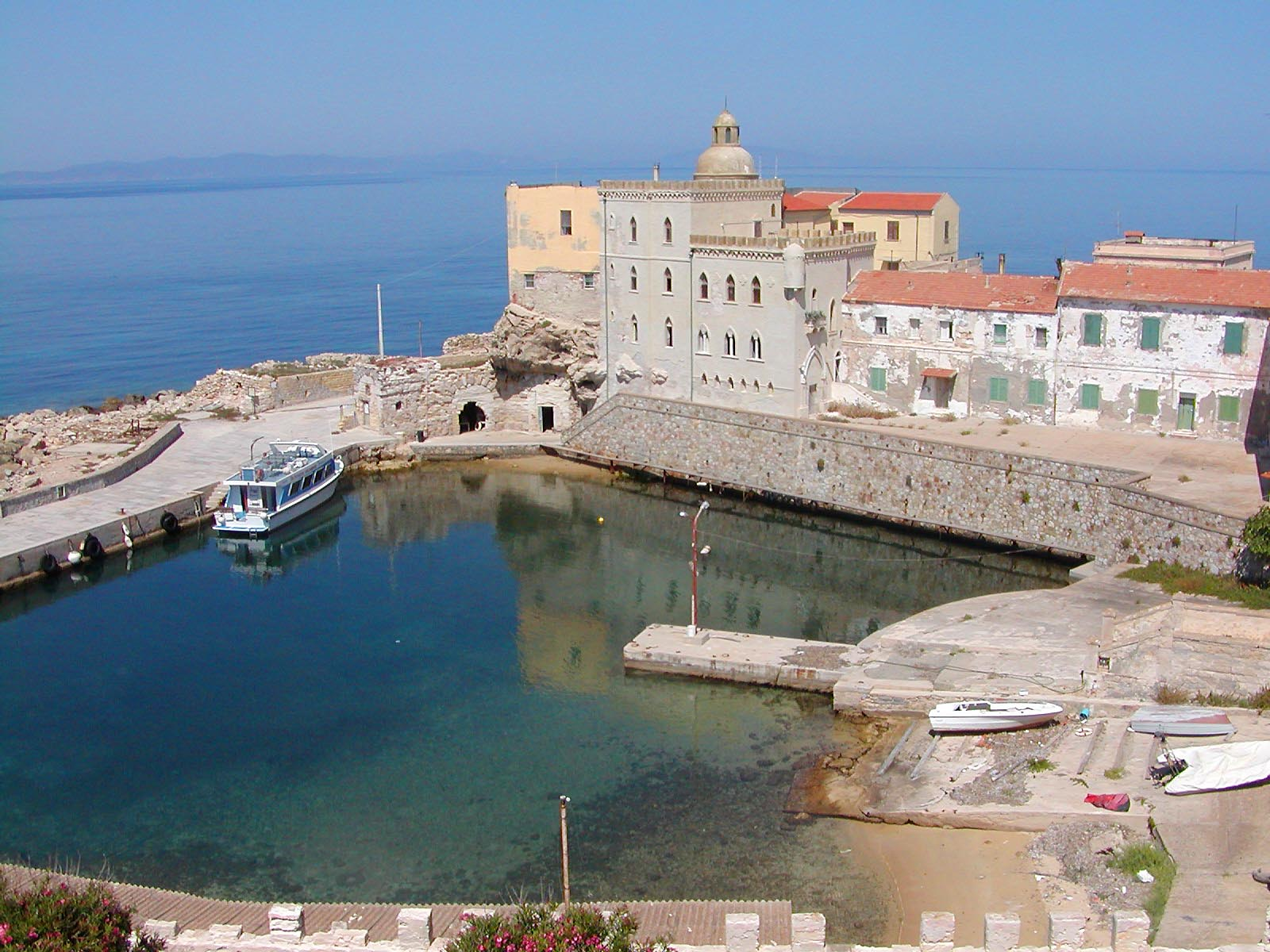
Veduta del porticciolo del paese con in primo piano il Palazzo della Specola

### Il carcere
Nel 1858 venne istituita dal Granducato di Toscana la colonia penale agricola di Pianosa e furono inviati sull'isola i condannati destinati ad occuparsi dei lavori nei campi. Nel 1863 il Ministero dell'Interno approvò il regolamento della colonia, e nel 1869 fu decisa la costituzione di una succursale della colonia, sull'isola di Gorgona.
Il carcere rimase in attività durante l'epoca fascista e vi fu detenuto dal 1931 al 1935 anche il futuro presidente della Repubblica Sandro Pertini, incarcerato per motivi politici e ospitato nella diramazione Sembolello. Fino al 1965 vi scontavano la pena i detenuti ammalati di tubercolosi.
Nel 1977 venne trasformato in penitenziario di massima sicurezza: fu costruita una struttura adeguata allo scopo, con annessa caserma, e le due aree dell'isola (quella adibita a carcere e quella invece a disposizione per la comunità di civili in libertà) furono separate nettamente da un possente muro in cemento armato. Nel 1996 fu decisa la soppressione dell'unità carceraria e i rimanenti carcerati vennero trasferiti.
Nella struttura voluta dal generale Carlo Alberto dalla Chiesa vennero confinati inizialmente appartenenti a organizzazioni terroristiche e in seguito pericolosi esponenti delle mafie. Tra gli altri, vi vennero rinchiusi personaggi come Francis Turatello, Pasquale Barra e Renato Curcio. L'attività però venne a diminuire. Il 5 novembre 2009 l'allora ministro della giustizia del governo Berlusconi IV, Angelino Alfano, annunciò l'intenzione di riattivare pienamente il supercarcere, ma il giorno successivo l'allora ministro dell'ambiente Stefania Prestigiacomo annunciò che, contrariamente alle dichiarazioni del collega, il carcere non sarebbe stato riaperto.

### Dopo la chiusura del carcere
Le attività dell'istituto sono cessate definitivamente nel 2011. Da quella data è terminato il divieto di sbarco, che da un lato aveva impedito il turismo sull'isola, ma nel contempo aveva garantito che le bellezze naturali rimanessero intatte. Rimane una limitazione al numero giornaliero di visitatori, che non possono superare il numero di 250; vi si può arrivare con il traghetto che effettua corse quotidiane partendo al mattino da Marina di Campo sull'isola d'Elba e ritornandovi con partenza da Pianosa nel pomeriggio. È possibile trascorrere la notte sull'isola, poiché dalla residenza del direttore della Colonia Penale, costruita nel XIX secolo, è stato ricavato un piccolo albergo gestito da una cooperativa di volontari.

## Il Parco
L'isola fa parte del Parco Nazionale dell'arcipelago Toscano. Un'istituzione che ne protegge l'aspetto e la zona marina, rendendola un luogo piacevole per gite e viaggi. Sono vietate, in tutta la sua zona marittima, la pesca, l'immersione, l'ancoraggio, la sosta, l'accesso e la navigazione se non sotto autorizzazione specifica.
La visita diurna e guidata all'isola è possibile da aprile a ottobre in gruppi, con imbarco da Marina di Campo e Piombino.
A salvaguardia del parco, nel 2009 è stato installato un radar hi tech con un ampio potere di controllo che può raggiungere anche le coste della Corsica e identificare anche piccoli natanti.

## Monumenti
- Forte Teglia
- Palazzo della Specola
- Mura del Porto
- Porto Vecchio di Pianosa
- Chiesa di San Gaudenzio
- Chiesa di San Nicolò e Cappella di San Defendente (oggi non più esistenti, si trovavano nei pressi della Darsena di Augusto).
- Cappella di San Giovanni Battista (anticamente ricavata all'interno delle catacombe)
- Catacombe di Pianosa
- Villa romana di Pianosa
- Porto romano di Pianosa
- Faro di Pianosa
- Forte del Marchese
- Torrette di Pianosa
- Torre di Babele
- Pollaio Razionale (vi lavoravano i reclusi dell'isola ed era considerato uno dei maggiori pollai in Europa.)

## L'Associazione per la difesa dell'Isola di Pianosa
Sull'isola, durante il periodo delle visite turistiche, è presente anche l'Associazione per la difesa dell'Isola di Pianosa (onlus) che cura un'interessante mostra fotografica. Costituita dopo la chiusura del carcere, è nata dalla volontà di alcuni ex pianosini di far conoscere la storia della comunità che l'abitava, promuovere la rinascita dell'isola e sensibilizzare sulla condizione del paese ormai in rovina e soggetto a frequenti crolli. Il paese di Pianosa, essendo totalmente demaniale, era abitato unicamente dalle famiglie dei dipendenti del carcere che, una volta terminato il proprio servizio, lasciavano l'isola. Perciò, alla chiusura definitiva della struttura detentiva, è diventato un paese fantasma.

## Letteratura e fumetti
Nel romanzo Comma 22 di Joseph Heller Pianosa è la base del reparto di bombardieri a cui appartengono quasi tutti i personaggi del libro. Nel romanzo, oltre alla base, Pianosa ospita una piccola comunità stanziale. Ad ogni modo nell'introduzione Heller afferma che Pianosa nella realtà è un'isola troppo piccola per ospitare tutti gli avvenimenti narrati nel libro. Nel numero 291 di Martin Mystère intitolato Il codice Caravaggio il detective dell'impossibile si reca sull'isola per decifrare un complicato mistero fra templari, il Papa, i Cavalieri di Malta e il celebre pittore.